# 그레그 매덕스
그레고리 앨런 '그레그' 매덕스(Gregory Alan 'Greg' Maddux, 1966년 4월 14일 ~ )는 미국의 전 프로 야구 선수이다.
그는 메이저 리그 베이스볼 역사에서 4년 연속 사이영상을 수상한 최초의 선수이며(1992년~1995년) 이 기간 동안 75승 29패에 평균자책점 1.98을 기록했다. 이 기간 동안 매덕스가 이닝당 출루를 허용한 주자의 숫자는 한 명이 채 못 되었다. 그는 17년 연속 15승 이상을 기록한 유일한 투수이기도 하다. 18번의 골드 글러브상을 받았다. 그는 1990년대 기간 중 그 어떤 투수보다도 많은 승수를 올렸다. 매덕스는 초 일류급의 제구력을 지닌 선수였다. 시카고 컵스와 애틀랜타 브레이브스 활약 당시에 사용했던 31번은 구단 영구 결번으로 지정되었다. 2014년 1월 9일 97.2%의 표를 얻어 톰 글래빈, 프랭크 토머스와 함께 명예의 전당 헌액자로 확정되었다.
제구력의 마법사라고도 불린다.

## 성장 과정
그레그 매덕스는 텍사스주 샌 안젤로에서 태어났다. 그러나 그의 아버지가 스페인 마드리드의 미 공군 기지로 발령을 받았기 때문에 아버지를 따라 그 곳에서 어린 시절을 보냈다. 아버지는 어린 매덕스가 야구에 친숙해질 수 있도록 도왔다. 미국으로 돌아온 뒤 캘리포니아주 로스앤젤레스에서 매덕스와 형 마이크 매덕스 (현 텍사스 레인저스 투수코치)는 전 메이저 리그 스카우트 랠프 매다의 지도 아래 훈련을 하였다. 그는 강속구보다는 제구력 위주로 투구를 해야 한다고 가르쳤는데, 매덕스는 회상하기를 "나는 그가 말하는 것을 이유 없이 믿었다." 라고 했다. 그의 철학은 이후 매덕스의 투구 스타일에 영향을 주었고, 프로 인생을 결정하는 요인이 되었다.
1984년 아마추어 드래프트 자격을 얻었다. 몇몇 팀들은 매덕스의 신체적 조건이 그다지 뛰어나지 않았기 때문에 별 관심을 보이지 않았으나, 시카고 컵스 스카우트 덕 맵슨은 매덕스에게 투구의 재능이 있음을 간파했으며, 매덕스는 시카고 컵스에서 메이저리거로서 출발하게 되었다. 2008년 시즌 종료 후 은퇴를 선언했다.
현재는 미국 국가대표팀 코치로 활동 중이다.

## 프로 경력
- 1986년~1992년 시카고 컵스
- 1993년~2003년 애틀랜타 브레이브스
- 2004년~2006년 7월 시카고 컵스
- 2006년 7월~2006년 12월 로스앤젤레스 다저스
- 2006년 12월~2008년 8월 샌디에이고 파드레스
- 2008년 8월~2008년 12월 로스앤젤레스 다저스
- 2008년 12월 현역 은퇴
- 1988시즌, 1992시즌, 1994시즌, 1995시즌, 1996시즌, 1997시즌, 1998시즌, 2000시즌 내셔널 리그 올스타

## 등번호
- 31 (1986년~1992년, 2004년~2006년 시카고 컵스(영구 결번)), 1993년~2003년 애틀랜타 브레이브스(영구 결번))
- 36 (2006년, 2008년 로스앤젤레스 다저스)
- 30 (2007년~2008년 샌디에이고 파드레스)

## 출신 학교
- 미국 밸리고등학교

## 수상·타이틀 경력
- 1990시즌, 1991시즌, 1992시즌, 1993시즌, 1994시즌, 1995시즌, 1996시즌, 1997시즌, 1998시즌, 1999시즌, 2000시즌, 2001시즌, 2002시즌, 2004시즌, 2005시즌, 2006시즌, 2007시즌, 2008시즌 내셔널 리그 투수부문 골든글러브
- 1992시즌, 1993시즌, 1994시즌, 1995시즌, 1998시즌 내셔널 리그 방어율 1위(4년 연속,총 5회)
- 1994시즌, 1995시즌 내셔널 리그 다승 1위(2년 연속)
- 1992시즌, 1993시즌, 1994시즌, 1995시즌 내셔널 리그 사이영상(4년 연속)